# 柳洲東路駅
柳洲東路駅（りゅうしゅうとうろえき）は中華人民共和国江蘇省南京市浦口区柳洲東路と江山路交差点の南西側にある、南京地下鉄の駅である。3号線と11号線が乗り入れ、両路線の接続駅となっている。

## 駅構造

### のりば
| 番線 | 路線            | 方面                    | 行先        |
| ---- | --------------- | ----------------------- | ----------- |
|      | 南京地下鉄3号線 | 天潤城・林場 方面       | 琥珀泉 行き |
|      | 南京地下鉄3号線 | 天元西路・上秦淮西 方面 | 秣陵 行き   |

## 隣の駅
南京地下鉄
■3号線
天潤城駅 - 柳洲東路駅 - 上元門駅
南京地下鉄
■11号線
浦洲路駅 - 柳洲東路駅 - 明浜駅